# Juan Manuel Villa
Juan Manuel Villa Gutiérrez (Siviglia, 26 settembre 1938 – Saragozza, 5 gennaio 2025) è stato un calciatore spagnolo, di ruolo attaccante.

## Carriera

### Club
Entrò a far parte del settore giovanile del Real Madrid, che lo mandò a giocare in prestito con la Real Sociedad.
Giocò una sola stagione a San Sebastián, e segnò 10 reti in 21 partite.
Fu notato dal Real Zaragoza che nel 1962 lo acquistò.
Giocò con il club aragonese per 10 stagioni, fino al suo ritiro avvenuto nel 1971. Vinse due Coppe del Re e una Coppa delle Fiere.

### Nazionale
Esordì con la Nazionale spagnola l'11 marzo 1964 contro l'Irlanda (la Spagna vinse per 5-1). Giocò l'ultima partita in nazionale il 15 novembre dello stesso anno, contro il Portogallo.

## Statistiche

### Cronologia presenze e reti in nazionale
| Cronologia completa delle presenze e delle reti in nazionale ― Spagna | Cronologia completa delle presenze e delle reti in nazionale ― Spagna | Cronologia completa delle presenze e delle reti in nazionale ― Spagna | Cronologia completa delle presenze e delle reti in nazionale ― Spagna | Cronologia completa delle presenze e delle reti in nazionale ― Spagna | Cronologia completa delle presenze e delle reti in nazionale ― Spagna | Cronologia completa delle presenze e delle reti in nazionale ― Spagna | Cronologia completa delle presenze e delle reti in nazionale ― Spagna |
| Data                                                                  | Città                                                                 | In casa                                                               | Risultato                                                             | Ospiti                                                                | Competizione                                                          | Reti                                                                  | Note                                                                  |
| --------------------------------------------------------------------- | --------------------------------------------------------------------- | --------------------------------------------------------------------- | --------------------------------------------------------------------- | --------------------------------------------------------------------- | --------------------------------------------------------------------- | --------------------------------------------------------------------- | --------------------------------------------------------------------- |
| 11-3-1964                                                             | Siviglia                                                              | Spagna                                                                | 5 – 1                                                                 | Irlanda                                                               | Qual. Euro 1964                                                       | -                                                                     |                                                                       |
| 8-4-1964                                                              | Dublino                                                               | Irlanda                                                               | 0 – 2                                                                 | Spagna                                                                | Qual. Euro 1964                                                       | -                                                                     |                                                                       |
| 15-11-1964                                                            | Porto                                                                 | Portogallo                                                            | 2 – 1                                                                 | Spagna                                                                | Amichevole                                                            | -                                                                     |                                                                       |
| Totale                                                                |                                                                       | Presenze                                                              | 3                                                                     |                                                                       | Reti                                                                  | 0                                                                     |                                                                       |

## Palmarès

### Club

#### Competizioni nazionali
- Coppa di Spagna: 2

Real Saragozza: 1963-1964, 1965-1966

#### Competizioni internazionali
- Coppa delle Fiere: 1

Real Saragozza: 1963-1964